# F1 2015 (joc video)
F1 2015 este un joc de curse bazat pe sezonul de Formula 1 din 2015, fiind dezvoltat de Codemasters. A fost lansat în iulie 2015 și prezintă echipele și formațiile de piloți din sezonul 2015, inclusiv Autódromo Hermanos Rodríguez. De asemenea, prezintă toți piloții, mașinile și circuitele din sezonul 2014 (de ex. Caterham F1 și Hockenheimring, care a fost eliminat din calendar). Este ultimul joc de la Codemasters marcat sub eticheta Codemasters Racing și primul titlu din seria F1 lansat pentru console de a opta generație.

## Gameplay-ul
Jocul rulează pe o versiune complet nouă a motorului de joc EGO, oferind un număr mare de îmbunătățiri modelelor de fizică ale jocului. Dispune de un mod complet „Pro Season” care este mai provocator decât jocul normal, deoarece nu există HUD și nici asistență care include tracțiune, ABS și transmisie, cu cel mai greu nivel posibil.
Jocul este, de asemenea, compatibil cu software-ul de recunoaștere vocală a PlayStation 4 și Xbox One, permițând jucătorilor să vorbească cu inginerii lor de cursă în timpul cursei și să ceară informații despre cursă, actualizări meteo și starea anvelopelor și chiar să solicite schimbarea anvelopelor sau a aripii.
Jocul a fost remarcat și pentru faptul că AI-ul deseori distruge sau face greșeli. Acest lucru a atras atât laude, cât și critici din partea criticilor de joc.

## Dezvoltare și lansare
Spre deosebire de jocurile anterioare Codemasters F1, care au fost lansate în septembrie–octombrie, F1 2015 a fost lansat în iulie 2015. Jocul anterior, F1 2014, a fost considerat mai mult un joc „de umplere” până la lansarea jocului din 2015. Acest joc este realizat aproape complet de la zero după ce Codemasters a decis să bazeze această versiune pe un motor de joc complet nou, despre care se spune că îmbunătățește dramatic atât calitatea ecranului, cât și abilitățile AI.

## Recepție
Produsul final a primit o primire mixtă, versiunea PlayStation 4 a obținut un scor de 65 din 100 pe site-ul de agregare de recenzii, Metacritic și 65,02% pe GameRankings. IGN a evaluat jocul cu 5,8/10, lăudând grafica și sistemul de control, dar criticând lipsa gravă a modurilor de joc și AI-ul excesiv de agresiv.
Versiunea lansată pentru PC a primit o recepție mai mixtă după lansare, obținând 61 din 100 de la critici, conform Metacritic. Recenziile pe GameRankings au dat un rating de 58,17%.
Jocul a ajuns pe primul loc în topul de vânzări Chart-Track.